# 무지개 여신
《무지개 여신 Rainbow Song》(虹の女神 Rainbow Song 니지노메가미[*])은 일본의 시나리오 뱅크, 플레이 웍스의 플레이 웍스 작품, 라디오 드라마와 영화 버전 (2006년 개봉)이 있다.

## 영화
《무지개 여신 Rainbow Song》(虹の女神 Rainbow Song 니지노메가미[*])은 2006년 10월 28일 개봉한 일본 영화이다.

## 개요
플레이 웍스 프로젝트 영화 제1탄. 라디오 드라마 시나리오를 기반으로 사이토 미유키와 아미노산(이와이 슌지)가 각본을 쓴 작품이다. 2006년 10월 28일, 전국 도호계 극장에서 개봉했다. 흥행 수입은 3억 엔.

## 줄거리
영화 제작사에서 근무하는 토모야는 어느 날 대학 동창 아오이가 비행기 사고로 죽었다는 소식을 전해 듣는다.
두 사람의 첫 만남은 최악이었다.
아오이와 같은 레코드 가게에서 아르바이트를 하는 여자에게 접근하기 위해 토모야는 여자의 친구인 아오이에게 말을 걸었던 것. 대학의 영화 연구 써클에 속해 있던 아오이는 영화 필름 값이나 벌어보자는 심산으로 사랑의 큐피트 역을 받아 들인다.
결국 여자의 마음을 얻지 못하고 실연하는 토모야는, 아오이가 감독으로 제작 중인 작품 《THE END OF THE WORLD》의 주인공을 얼떨결에 연기하게 된다.
대학 졸업 후 영화 제작사에 입사한 아오이는 영화 공부를 위해 미국 유학을 결심한다.
한편, 취직하지 못한 토모야는 아오이의 소개로 아오이와 같은 영화 제작사에서 일하게 되고, 떠나는 아오이가 자신을 좋아하는 것을 알면서도 만류하지 않고 미국으로 보낸다. 그것이 아오이와의 마지막이었다.
아오이의 장례식 날, 대학 시절에 찍었던 《THE END OF THE WORLD》의 시사회가 열리는데...

## 출연진
- 키시다 토모야 : 이치하라 하야토
- 사토 아오이 : 우에노 주리
- 사토 카나 : 아오이 유우 - 아오이의 동생. 태어날 때부터 눈이 보이지 않는다.
- 아사쿠라 쿄코 : 사카이 와카나 - 영화 연구 써클에 속해 있는 동급생. 자칭 아키타 미인. 아키타 사투리를 쓴다.
- 쿠보 사유미 : 스즈키 아미 - 아오이가 아르바이트 하는 레코드 가게 동료이자 친구.
- 모리카와 치즈루 : 아이다 쇼코 - 토모야와 스피드 카페에서 만난다.
- 사토 야스지로 : 코히나타 후미요 - 아오이, 카나의 아버지.
- 사토 토모에 : 타시마 레이코 - 아오이, 카나의 어머니.
- 아오이의 고모 : 토무라 미치코
- 이장우

- 스카이 워커 스태프
  - 히구치 신스케 : 사사키 쿠라노스케 - 아오이가 근무하는 영화 제작사 상사.
  - 마에다 : 카쿠 토모히로 - 토모야의 동료 AD. 가끔 토모야를 도와준다.
  - 사사키 선배 : 마시마 히데카즈 - 토모야의 동료 AD.
  - 오자와 : 피에르 타키 - 현장 카메라맨.
  - 타나베 디렉터 : 야마나카 소 - 토모야의 어리바리함에 화를 낸다.

- 아오바학원대학 영화 연구부원
  - 오가타 가쿠토 : 다나카 케이 - 조감독.
  - 노베시마 아키후미 : 미우라 아키후미 - 녹음 담당.
  - 핫토리 지로 : 오노우에 히로유키 - 촬영 담당.

- 영화 《독가스 패닉》
  - 감독 : 아오키 무네타카
  - 엑스트라 A : 미야타 요스케
  - 엑스트라 B : 야마자키 타카시

- 스피드 카페
  - 사회자 : 한카이 카즈아키
  - 어렴풋한 여자 : 쿠보 마이코

- 그 외
  - DJ 사카가미 미키 : 사카가미 미키 - 토모야가 공항으로 가던 차 안에서 들리던 라디오 DJ.
  - 레코드 가게 점장 : 사토 사키치
  - 경찰 : 사카타 타다시
  - 순경 : 카테하츠 시로
  - 기상 캐스터 : 사이토 사토코

### 스태프
- 원작 : 사쿠라이 아미
- 각본 : 사쿠라이 아미, 사이토 미유키, 아미노산(이와이 슌지)
- 프로듀스 : 이와이 슌지, 하시다 토시히로
- 음악 : 야마시타 히로아키
- 감독 : 구마자와 나오토
- 제작 : 어뮤즈 소프트 엔터테인먼트, TV 도쿄, 도호, 겐토샤, 스타더스트 픽쳐스, 스카이 퍼펙트 웰 씽크, FM도쿄, 아사히 신문, 덴쓰, 피아, 스플렉스
- 배급 : 도호
- 주제가 (작사, 작곡, 편곡, 노래) : 다네 토모코 - 〈The Rainbow Song 무지개 여신〉
- 상영 시간 : 117분

## 라디오 드라마
플레이 웍스 프로젝트 라디오 드라마 제9탄. 2006년 3월 8일에는 1만장 한정으로 CD (레이블 avex trax)가 발매되었다.

### 출연진
- 키시다 토모야 : 카시와바라 슈지
- 아사쿠라 쿄코 : 세키 메구미
- 사토 아오이 : 이토 미치에
- 모리카와 치즈루 : 마츠나가 쿄코
- 사토 카나 : 이와이 나나세
- 카이 : 오카모토 코타로
- 오가타 가쿠토 : 사사키 잇페이
- 사유미 : 시노나가 아야

### 스태프
- 각본, 감독 : 사쿠라이 아미
- 감독, 편집 : 오노미치 코지
- 프로듀서 : 다이사쿠 마사나가
- MC 겸 음악 프로듀서 : GOKU
- 음악 : 스즈키 켄스케
- 제작 : REALWAVE